# Revenu fiscal de référence
Pour les articles homonymes, voir RFR.
Le revenu fiscal de référence (RFR) est une notion fiscale spécifique à la France concernant la définition d’une assiette de revenus plus réaliste que celle utilisée sur la déclaration de l'impôt sur le revenu (IR). Il constitue un indicateur quant au niveau de vie d’un foyer fiscal.

## Détermination
Cette assiette, calculée par l'administration fiscale à partir du revenu net imposable d'un foyer fiscal tel que défini sur la déclaration de l’IR, est corrigée de certaines exonérations et déductions,.
La Direction générale des Finances publiques (DGFIP) édite annuellement l'avis d'impôt sur le revenu de l'année précédente à partir de fin juillet. Le RFR est consultable sur l'avis d'impôt sur le revenu, lui-même consultable sur le site officiel de la DGFIP, impots.gouv.fr.

## Modalités de calcul
Le RFR est calculé à partir du revenu brut global composé des salaires, pensions, revenus fonciers... dont sont soustraits certains abattements, les charges déductibles et abattements spéciaux et auxquels sont ajoutés certains revenus exonérés d'impôt,.

### Abattements
L'abattement forfaitaire de 10 % du revenu brut global au titre des frais de déplacement ou du montant déclaré aux frais réels.

### Charges déductibles
Les charges déductibles comme les pensions alimentaires, l'épargne retraite.

### Abattements spéciaux
L'abattement pour les personnes âgées ou en situation d'invalidité.

### Revenus exonérés d'impôt
Le RFR réintègre des revenus imposés sous d'autres formes tels que les revenus subissant un prélèvement forfaitaire libératoire, bénéficiant d'une convention fiscale pour éviter les doubles impositions (revenus des capitaux mobiliers) et les abattements et charges déductibles du revenu,.
- du montant de l’abattement de 40 % sur les dividendes ;
- du montant des plus-values en report d’imposition ;
- du montant des abattements pour durée de détention des titres de société ;
- des plus-values professionnelles exonérées ;
- des revenus exonérés perçus par les salariés détachés à l'étranger et expatriés ;
- du montant de certaines charges déductibles du revenu global ;
- du montant des revenus soumis au prélèvement libératoire (les revenus des micro-entrepreneurs, les retraits sur les contrats d’assurance-vie ou de capitalisation, les retraites versées sous forme de capitalisation, l’indemnité perçue pour des fonctions d’élu local) ;
- du montant correspondant aux droits figurant sur un compte épargne-temps et utilisés en exonération d’impôt ;
- du montant des bénéfices industriels et commerciaux (BIC) réalisés par les entreprises situées dans les zones de revitalisation rurale ;
- du montant des BIC réalisés par les jeunes entreprises innovantes ainsi que celles situées dans une zone de recherche et de développement ;
- du montant des BIC et des bénéfices non commerciaux (BNC) réalisés par les entreprises situées dans les zones franches urbaines ;
- du pourboire versé en 2022 et 2023.

## Utilités
Le RFR est parfois utilisé comme référence pour attribuer, en fonction de seuils, certaines aides sociales, avantages fiscaux ou exonérations,. Comme par exemple :
- une prime pour l'emploi ;
- une exonération de Contribution sociale généralisée (CSG) et de Contribution pour le remboursement de la dette sociale (CRDS) sur l’aide au retour à l’emploi ;
- une bourse (bourse d'études, bourse de collège, bourse de lycée) ;
- des tarifs spécifiques pour les frais de cantine ou de crèche ;
- une exonération sur les plus-values immobilières réalisées par une personne titulaire de pensions de vieillesse ou d’une carte d’invalidité ;
- une taxation sur les hauts revenus ;
- une exonération partielle ou totale de taxe d’habitation ou de taxe foncière ;
- l’absence d’obligation de déclarer ses revenus en ligne ;
- le droit d’ouvrir un livret d’épargne populaire (LEP) ;
- cotisations sociales sur retraite ;
- l’attribution d’un logement social (Habitation à loyer modéré).

## Vérification
Tout contribuable ou organisme privé ou public peut vérifier la conformité d'une situation fiscale qui lui aurait été communiqué, auprès du service de vérification en ligne des avis, édité par la DGFIP.